# The Bond
The Bond er en amerikansk stumfilm fra 1918 af Charlie Chaplin.

## Medvirkende
- Edna Purviance som Charlies kone
- Albert Austin
- Henry Bergman som John Bull
- Charles Chaplin som Charlie
- Syd Chaplin